# الجريدة (صحيفة لبنانية)
الجريدة كانت صحيفة يومية لبنانية بارزة تصدر باللغة العربية. أسس «الجريدة» الأديب الصحفي جورج النقاش عام 1953 في بيروت، بحيث أصبحت «الجريدة» من أبرز الصحف اللبنانية، لتتوقف عن الصدور في السبعينات من القرن العشرين.